# Republic P-43 Lancer
Republic P-43 Lancer là một loại máy bay tiêm kích một tầng cánh, làm hoàn toàn bằng kim loại, cánh đặt dưới và một động cơ. Nó được hãng Republic chế tạo và trang bị cho Quân đoàn Không quân Lục quân Hoa Kỳ vào năm 1940. Một phát triển đề xuất là P-44 Rocket. P-43 có khả năng bay cao tốt cùng với hệ thống oxy hiệu quả. Bay nhanh và trang bị vũ khí tốt với khả năng bay tầm xa, cho đến khi P-38 xuất hiện thì Lancer là máy bay tiêm kích duy nhất của quân Đồng minh có thể bắt kịp máy bay tiêm kích Mitsubishi Ki-46 "Dinah" "chim trinh sát" của quân Nhật. Ngoài ra, P-43 còn thực hiện các nhiệm vụ trinh sát không ảnh tầng cao, tầm xa, cho đến khi F-4/F-5 Lightnings (biến thể của P-38) thay thế trong các đơn vị của USAAF à RAAF.

## Biến thể
YP-43
Mẫu thử tiền sản xuất; 13 chiếc.
P-43
Phiên bản sản xuất đầu tiên, trùng tên với YP-43; 54 chiếc.
P-43A
Phiên bản trang bị động cơ R-1830-49 và trang bị súng máy 0.50 in (12,7 mm) thay thế cho súng máy đời đầu của P-43 là súng 0.30 in (7.62 mm); 80 chiếc.
P-43A-1
Phiên bản cho Trung Quốc; 125 chiếc.
P-43B
Phiên bản trinh sát không ảnh với camera ở đuôi; 150 hoán cải từ P-43A và P-43A-1.
P-43C
Phiên bản trinh sát không ảnh khác với P-43B chỉ ở thiết bị; 2 chiếc được hoán cải từ P-43A.
P-43D
Phiên bản trinh sát không ảnh, động cơ R-1830-47; 6 chiếc được hoán cải từ P-43A.
P-43E
Phiên bản trinh sát không ảnh đề xuất với động cơ R-1830-47 dựa trên P-43A-1.
RP-43
Tất cả máy bay của USAAC được xem như "hạn chế chiến đấu" năm 1942.
P-44 Rocket
Phiên bản đề xuất với động cơ Pratt & Whitney R-2180-1 với công suất 1,400 hp (1,044 kW); không chế tạo.

## Quốc gia sử dụng
Úc
- Không quân Hoàng gia Australia

 Đài Loan
- Không quân Cộng hòa Trung Hoa

 Hoa Kỳ
- Quân đoàn Không quân Lục quân Hoa Kỳ
- Không quân Lục quân Hoa Kỳ

 Brasil
- Không quân Brazil

## Tính năng kỹ chiến thuật (P-43A)

### Đặc điểm riêng
- Tổ lái: 1
- Chiều dài: 28 ft 6 in (8,7 m)
- Sải cánh: 36 ft 1 in (11,0 m)
- Chiều cao: 14 ft 1 in (4,3 m)
- Diện tích cánh: 222,7 ft² (20,7 m²)
- Trọng lượng rỗng: 5.982 lb (2.713 kg)
- Trọng lượng có tải: 7.418 lb (3.365 kg)
- Trọng lượng cất cánh tối đa: 8.460 lb (3.837 kg)
- Động cơ: 1 × Pratt & Whitney R-1830-49, 1.200 hp (895 kW)

### Hiệu suất bay
- Vận tốc cực đại: 356 mph (573 km/h)
- Tầm bay: 650 mi (1.046 km)
- Trần bay: 35.990 ft (10.970 m)
- Vận tốc lên cao: 2.500 ft/phút (13 m/s)
- Lực nâng của cánh: 33 lb/ft² (163 kg/m²)
- Lực đẩy/trọng lượng: 0,16 hp/lb (0,27 kW/kg)

### Vũ khí
- 4 khẩu súng máy M2 Browning 0.50 in (12,7 mm)